# IC3PEAK
Gli IC3PEAK sono un duo musicale russo nato a Mosca nel 2013 e composto da Anastasija "Nastja" Kreslina e Nikolaj "Kolja" Kostylev. Sono diventati conosciuti internazionalmente per essere stati censurati più volte dall'FSB, che ha cancellato numerosi concerti del duo accusandoli di propaganda diffamatoria verso il governo russo.

## Storia del gruppo
Il duo ha pubblicato il suo EP di debutto, Substances, nel 2014, e più tardi nello stesso anno pubblicarono anche l'EP Vacuum che diede al gruppo visibilità a tal punto da fare il loro primo tour musicale in Europa. Il gruppo continuò la sua carriera e nel 2017 pubblicò il suo primo album interamente in russo Sladkaja žizn' che vide la traccia Grustnaja suka andare virale su YouTube ottenendo più di 10 milioni di visualizzazioni.
Nel 2018 il duo pubblica l'album Skazka contenente il brano Smerti bol'še net che ha portato gravi conseguenze al duo musicale a causa del suo contenuto giudicato controverso dal governo russo; infatti all'interno del video musicale i due cantanti si versavano addosso della benzina davanti al Cremlino di Mosca mentre recitavano la frase Pust' vsë gorit! (Possa bruciare tutto!) rimandandosi ad un fatto di cronaca nera che vedeva una giornalista russa darsi fuoco proprio davanti a esso. Il video, come il testo della canzone, sono stati visti negativamente dalla FSB, che in seguito arresterà i due cantanti alla Stazione di Novosibirsk dopo un loro concerto (poi rilasciati), oltre alla cancellazione di numerosi concerti. Il disco Do svidanija, uscito nel 2020, ha valso al gruppo la loro prima top quaranta nella classifica degli album lettone.

## Stile musicale
Una tematica ricorrente della musica degli IC3PEAK è la denuncia sociale, spesso contro l'omofobia, la brutalità poliziesca, la censura di Internet, la violenza domestica e altri problemi sociali presenti nel loro Paese. I loro video musicali invece sono caratterizzati da ambientazioni, avvenimenti e animazioni macabre.
Per quanto riguarda la lingua hanno iniziato a fare musica in inglese, per poi iniziare a farla quasi esclusivamente in russo.

## Discografia

### Album in studio
- 2015 – IC3PEAK
- 2016 – Fallal
- 2017 – Sladkaja žizn'
- 2018 – Skazka
- 2020 – Do svidanija
- 2022 – Kiss of Death
- 2025 – Coming Home

### EP
- 2014 – Substances
- 2015 – Vacuum

### Singoli
- 2014 – Ellipse
- 2014 – I'll Be Found
- 2014 – Really Really
- 2016 – Kawaii/Warrior
- 2017 – Kto
- 2017 – Monster
- 2017 – This World Is Sick
- 2018 – Skazka
- 2018 – Marš
- 2020 – Trrst (feat. ZillaKami)
- 2021 – Vampir (con Oli Sykes e i Bring Me the Horizon)
- 2022 – Červ' (con Kim Dracula)
- 2022 – Dead but Pretty
- 2023 – Hey
- 2023 – Tears, Pain and Blood
- 2024 – Žadina
- 2024 – Cruck in the Ground
- 2024 – Nenavižu
- 2025 – Gospodi, prosti menja